# Elecció Cívica
Elecció Cívica (italià: Scelta Cívica, abreujat SC) va ser un partit polític italià centrista format per a les eleccions generals de 2013 per recolzar al primer ministre sortint Mario Monti i els seus plans de reforma. Va formar part de la coalició Amb Monti per Itàlia, juntament amb la Unió de Centre (UdC) de Pier Ferdinando Casini i Futur i Llibertat (FLI) de Gianfranco Fini.
L'abril de 2013, SC va passar a formar part del govern de coalició liderat per Enrico Letta del Partit Democràtic. El febrer de 2014 després de la dimissió de Letta, va donar suport al gabinet de Matteo Renzi. Després d'això, el partit aquest cop no va donar suport al gabinet de Paolo Gentiloni; a finals de 2017, SC va unir forces amb Forza Italia de Silvio Berlusconi, i posteriorment amb Noi con l'Italia. Després de les eleccions generals italianes de 2018, el partit es va dissoldre el 24 de juliol de 2019.

## Història
Amb vista a les eleccions generals d'Itàlia de febrer de 2013, el President del Consell de Ministres independent Mario Monti va decidir «entrar en política» i presentar un programa polític Monti ordre del dia. L'existència d'un consens entre algunes forces polítiques, va escollir constituir una llista electoral que tindria com a objectiu implementar el seu projecte.
La llista d'Elecció cívica va ser presentada oficialment per Monti, el 4 de gener de 2013 a Roma. Va anunciar que el partit presentaria una llista de personalitats de la societat civil i cap parlamentari que hagués estat escollit al Parlament. Només de les forces centristes i liberals, representants d'organitzacions catòliques i de ministres del govern tècnic aleshores al poder.
Elecció Cívica va fer coalició Amb Monti per Itàlia, juntament amb Unió de Centre de Pier Ferdinando Casini i Futur i Llibertat de Gianfranco Fini, formant tres llistes diferents per la Cambra i una sola nomenats per Amb Monti per Itàlia, per al Senat.

## Resultats electorals

### Cambra de diputats
| Cambra dels Diputats |           |      |                             |     |      |                |                       |
| Any                  | Vots      | %    | Escons                      | +/− | Pos. | Lider          | Notes                 |
| 2013                 | 2,824,001 | 8.3  | 37 / 630                    | Nou | 4t   | Mario Monti    |                       |
| 2018                 | 427,152   | 1.30 | 0 / 630(de 4 escons totals) | 37  | 8è   | Raffaele Fitto | Dins Noi con l'Italia |

### Senat
| Senat de la República |           |      |                             |     |      |                |                       |
| Any                   | Vots      | %    | Escons                      | +/− | Pos. | Lider          | Notes                 |
| 2013                  | 2,797,486 | 9.1  | 19 / 315                    | Nou | 4t   | Mario Monti    |                       |
| 2018                  | 361,402   | 1.20 | 0 / 315(de 4 escons totals) | 19  | 8è   | Raffaele Fitto | Dins Noi con l'Italia |

### Parlament Europeu
| Parlament Europeu |              |     |        |     |                   |                                |
| Any               | Vots         | %   | Escons | +/− | Lider             | Notes                          |
| 2014              | 196,157 (9è) | 0.7 | 0 / 73 | –   | Stefania Giannini | Dins la coalició Opció Europea |